# ハビエル・ロス
ハビエル・"ハビ"・ロス・アニョン（Javier "Javi" Ros Añón、1990年2月16日 - ）は、スペイン・パンプローナ出身の元サッカー選手。現役時代のポジションはMF。

## クラブ経歴
2008-09シーズンにレアル・ソシエダでトップチームデビューを飾った。翌シーズンからトップチーム登録に変更されたものの、出場機会を得られず冬の移籍市場でSDエイバルへと武者修行に出た。しかし、復帰後も出番はなく、Bチームでのプレーが続いた。
2014年7月19日、セグンダ・ディビシオンに在籍していたRCDマヨルカに2年契約で移籍した。主にローテ要員としてチームを支えたが、契約満了により2016年6月にマヨルカを退団した。
2016年7月28日、同じくセグンダのレアル・サラゴサにフリーで加入した。2022年1月30日、2021-22シーズン終了までSDアモレビエタにレンタル移籍をした。

## 人物
兄のイニゴ・ロスも同じくサッカー選手で主にレアル・ハエンやCDテネリフェで活躍した。2017年に現役を引退している。